# Cirroteuthidae
Famille
Les cirroteuthidés (Cirroteuthidae) forment une famille de céphalopodes octopodes vivant dans les abysses.
Contrairement aux apparences et à leur nom, ce ne sont pas des calmars mais des octopodes.

## Espèces
Selon World Register of Marine Species (29 janvier 2016) :
- genre Cirroteuthis Eschricht, 1838
- genre Cirrothauma Chun, 1911
- genre Froekenia Hoyle, 1904
- genre Laetmoteuthis Berry, 1913
- genre Stauroteuthis Verrill, 1879

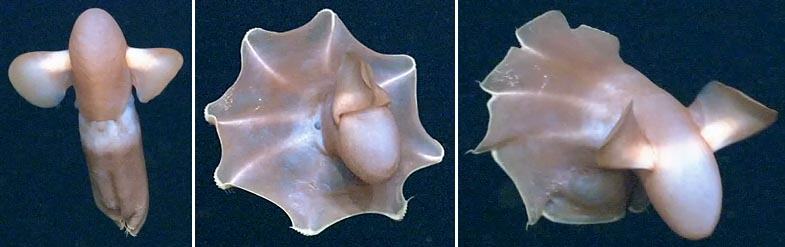
Cirroteuthis muelleri
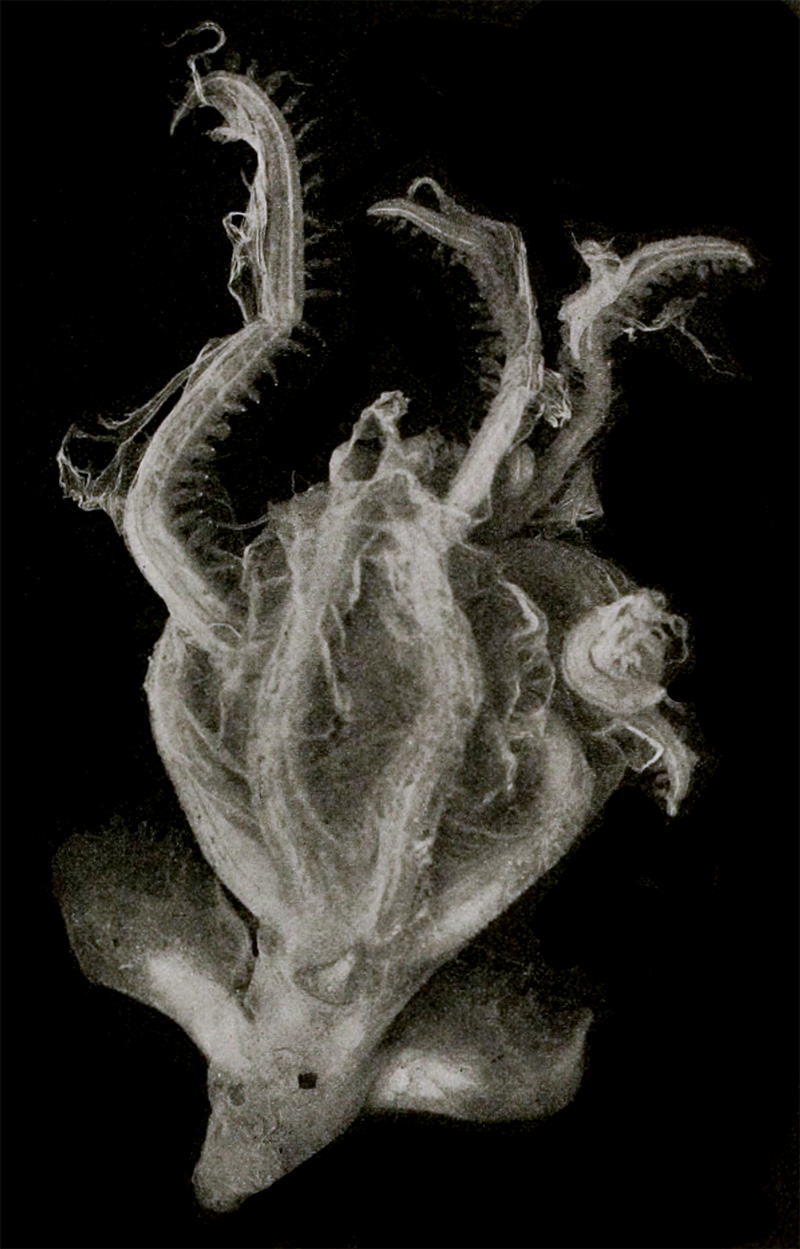
Cirrothauma murrayi